# Asparagoideae
Die Unterfamilie der Asparagoideae gehört in die Familie der Spargelgewächse (Asparagaceae) innerhalb der Ordnung der Spargelartigen (Asparagales). Die Familie umfasst zwei Gattungen. Sie ist weltweit anzutreffen. Am bekanntesten ist der Gemüsespargel oder Garten-Spargel (Asparagus officinalis), einige Asparagus-Arten und ihre Sorten sind Zierpflanzen besonders für Räume.

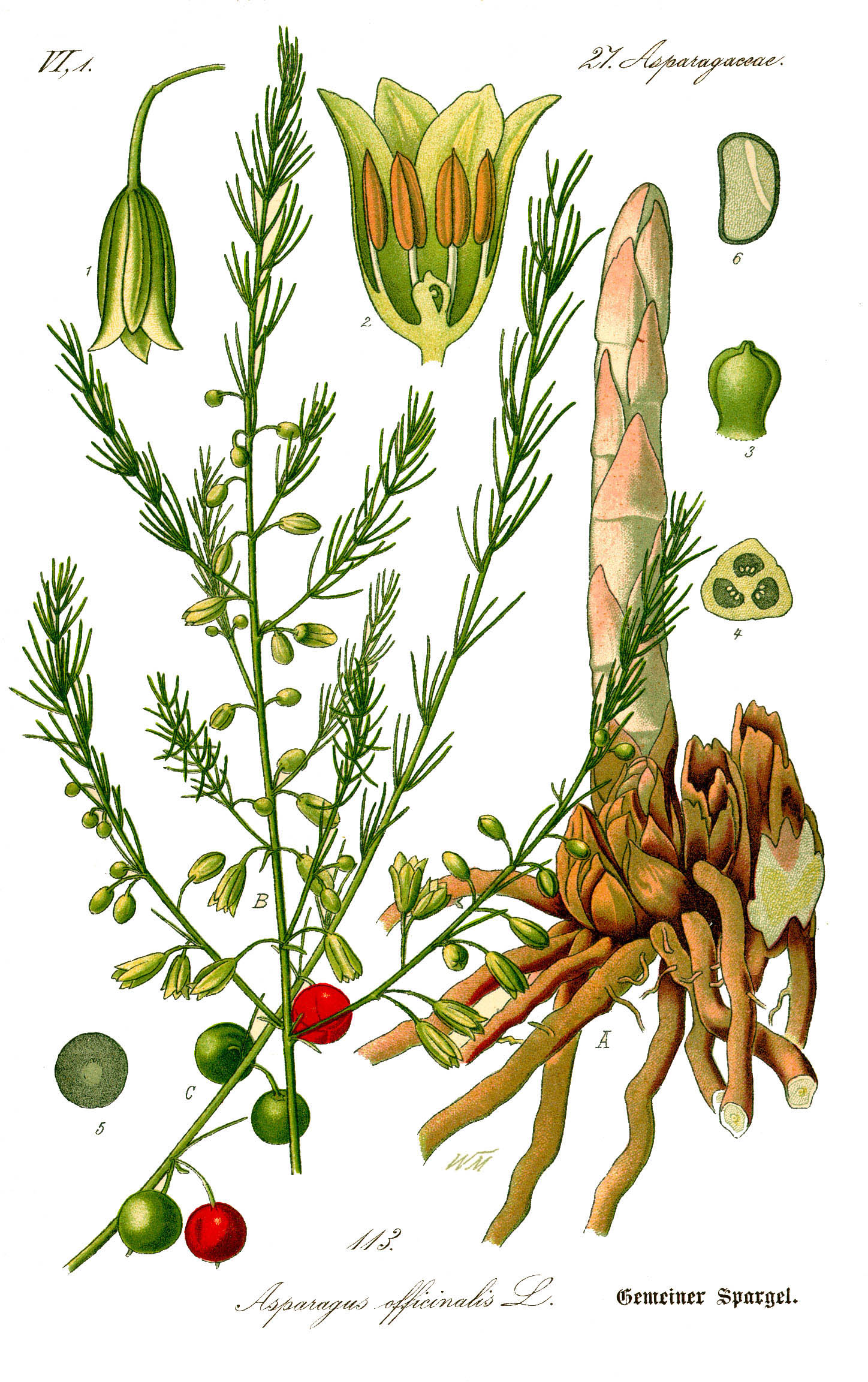
Illustration des Gemüsespargel oder Garten-Spargel (Asparagus officinalis)

## Beschreibung

### Vegetative Merkmale
Es sind ausdauernde krautige Pflanzen oder verholzende Pflanzen: Sträucher oder Lianen. Bei vielen Arten sind die Laubblätter reduziert und die Stängel übernehmen die Aufgabe der Photosynthese. Die ausdauernden krautigen Arten besitzen Rhizome als Überdauerungsorgane. Wenn Laubblätter vorhanden sind dann sind sie wechselständig, einfach, parallelnervig und ganzrandig. Oft sind die Blätter nur schuppenförmig und häutig. Nebenblätter fehlen.

### Generative Merkmale
Die Blüten stehen einzeln oder in ganz unterschiedlich aufgebauten Blütenständen zusammen. Die relativ kleinen, dreizähligen Blüten sind zwittrig oder eingeschlechtig. Wenn die Blüten eingeschlechtig sind dann können diese Pflanzenarten einhäusig (monözisch) oder zweihäusig (diözisch) getrenntgeschlechtig sein. Es sind sechs gleichgestaltige Blütenhüllblättern vorhanden, ihre Farbe ist grün, weiß oder gelb. Es sind zwei Kreise mit je drei Staubblättern vorhanden; sie sind untereinander frei aber mit der Basis der Blütenhüllblätter verwachsen. In den zwittrigen und männlichen Blüten sind alle Staubblätter fertil. Die weiblichen Blüten besitzen Staminodien und Septalnektarien. Drei Fruchtblätter sind zu einem oberständigen Fruchtknoten verwachsen. Der Griffel ist höchstens so lang wie der Fruchtknoten.
Es werden Beeren gebildet.

## Systematik
Die molekulargenetischen Untersuchungen in den letzten gut zehn Jahren haben dazu geführt, dass die Familiengrenzen innerhalb der Ordnung der Spargelartigen (Asparagales) sich stark verschoben haben. So entspricht der frühere Umfang der Asparagaceae s. str. heute nur mehr einer Unterfamilie (Asparagoideae) in der Familie der Spargelgewächse (Asparagaceae). Die Asparagoideae wurden 1837 durch Hermann Burmeister im Handbuch der Naturgeschichte erstbeschrieben. Typusgattung ist Asparagus L.
In der Unterfamilie Asparagoideae gibt es nur zwei Gattungen:
- Spargel (Asparagus L., Syn.: Asparagopsis Kunth, Elachanthera F.Muell., Myrsiphyllum Willd., Protasparagus Oberm.): Das Zentrum der Artenvielfalt der über 200 bis etwa 220 Arten ist die Capensis, aber es gibt auch Arten in Europa.[2][3]
- Hemiphylacus S.Watson: Die fünf Arten sind in Mexiko verbreitet.[4]